# 2014 JO25

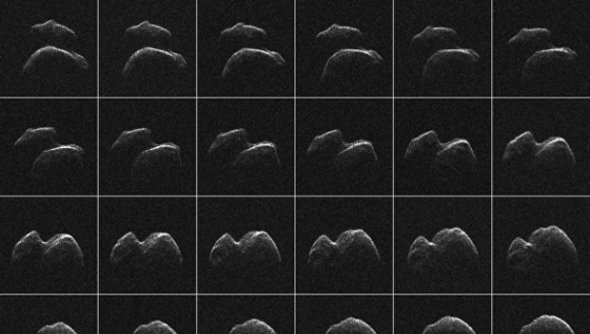
Астероїд 2014 JO_{25}. Світлина НАСА.

2014 JO25 — навколоземний астероїд. Відкритий у травні 2014 р. завдяки проекту Каталінський огляд (Catalina Sky Survey), що є частиною програми НАСА NEO Observations Program. Астероїд має діаметр близько 650 метрів в розмірі з оптичним альбедо 0,25. За іншими даними, його діаметр може становити від 640 метрів до 1,5 кілометра.

## Зближення із Землею
19 квітня 2017 р. астероїд пролетів на відстані в 4,6 дистанції між Місяцем і Землею (1,77 мільйона кілометрів) від поверхні нашої планети на шляху до Сонця.